# Mapanas
Mapanas é um município de  quinta classe de renda municipal (d) na província Samar do Norte, nas Filipinas. De acordo com o censo de 1 de maio  de  2020 possui uma população de 14 234 pessoas e 3 203 domicílios.